# ضغط جذري

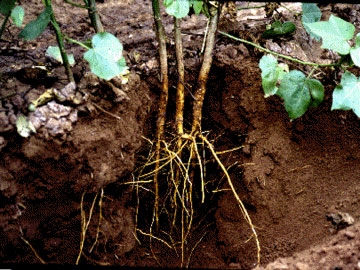
جذور أولية وثانوية في نبات القطن.

الضغط الجذري (بالإنجليزية: Root pressure)‏، هو الضغط المتكون في الجذر بسبب الخاصية الأسموزية، يحصل الضغط الجذري في الليل بسبب تراكم الأيونات في الجذور. في الوقت الذي يكون فيه النتح قليلاً في الأوراق أو غير موجود. يؤدي هذا التراكم إلى زيادة تركيز الأيونات بشكل كبير في الخلايا ما يؤدي إلى دخول مزيد من الماء إلى خلايا الشعيرات الجذرية عن طريق الخاصية الأسموزية. تحت بعض الظروف في بعض النباتات يكون المحلول المائي في الخشب تحت ضغط موجب ويُعتقد أنه نتيجة حركة الماء الأسموزية من التربة إلى خلايا الخشب في الجذور. وعندما يحصل الإتزان بين جهد الماء في التربة وجهد الماء في خشب الجذور يتكون ضغط بسيط في خلايا الخشب لا يلبث أن ينتقل إلى الساق.